# موثبين
موثبين هي قرية سورية في محافظة درعا، تقع إلى الشمال الشرقي من مركز ناحية الصنمين التي تتبع لها إدارياً، وتبعد عنها شرقا بـ 8 كم وإلى الشمال الغربي من قرية جباب بـ 3.5 كم.
تعتبر قرية «موتبين» من المواقع السكنية القديمة جداً وتدل أثارها الباقية أو التي أزالها السكان واستخدموا حجارتها المصقولة لبناء مساكنهم المناسبة خلال فترات من عدم الاستقرار, أنها كانت مأهولة منذ عصور ما قبل التاريخ - وتدل على ذلك بعض اللقى المصنوعة من النبال والأواني المعدنية والفخار والأحجار البازلتية والصوانية, ولا تزال بعض الأبنية الأثرية الضخمة المبنية من الحجر البازلتي الصلب قائمة حتى يومنا هذا, ويرجع معظمها إلى العصور الآرامية والنبطية(1) واليونانية والرومانية والبيزنطينية المسيحية تقع القرية كما سبق وذكرنا على سفح هضبة كانت تغطيها الأشجار الصنوبرية والبطمية حتى أواخر القرن التاسع عشر حيث تكثر فيها الحيوانات الكاسرة (النمور والذئاب والضباع والأسود(2) وأنواع الغزلان, نظراً لوفرة مياهها حيث كانت تغذيها ساقية غزيرة المياه, وتنبع من مستنقعات شقحب فتغذي قرى غباغب وموتبين وجباب هذا بالإضافة إلى وادي «أبو الخنافس» الموسمي الذي يبدأ جريانه مع بداية فصل الشتاء ويستمد مياهه الرئيسية من الأمطار ومن ثلوج «جبل الشيخ» ويستمر حتى نهاية فصل الربيع ويستفاد منه لري بعض الأراضي الزراعية - الواقعة على جانبي مجراه وتعبئة البرك الضخمة في القرى المار ذكرها, وينتهي مساره في «منطقة الشرائع» التابعة لوعرة اللجاه حيث يشكل مستنقعاً ضخماً بعمق يتراوح بين 50-150م يشكل ملجأ لأنواع كثيرة من الطيور المهاجرة، ويستفاد من أراضيه بعد الجفاف لزراعة البطيخ والقثاء والذرة.
وقد تميزت قرية موتبين عن القرى المجاورة بعدد من الآبار القديمة المحفورة في الصخر البازلتي التي يتراوح عمقها بين 3-10 أمتار بعضها مياهه عذبة صالحة للشرب، أما الآبار الأخرى فمياهها تشوبها بعض الملوحة تستخدم لسقاية المواشي أو الاستحمام، وتكاد لا تخلو المساكن الرئيسية القديمة من بئر خاص يكفي التجمع السكني حاجاتهم المختلفة من الماء في حالات الضرورة

## السكان
يبلغ تعداد سكان موثبين ما يقارب 5000 نسمة. يعرف الجميع بعضهم البعض، والكثير منهم متقارب عائلياً.